# Morimi Tomihiko
Morimi Tomihiko (森見登美彦 Sâm Hiện Đăng Mỹ Ngạn, sinh ngày 6 tháng 1 năm 1979) là nhà văn người Nhật Bản ở tỉnh Nara. Ông tốt nghiệp tại đại học Kyoto, do đó những bối cảnh ông viết đều là về Kyoto.
Vào tháng 7 năm 2018, hai tiểu thuyết của ông là Dạo bước Phố Đêm và  Xa lộ chim cánh cụt được dịch sang tiếng Anh, và được xuất bản bởi Yen Press.

## Các thành tựu đặc sắc
- Taiyō no tō (2003)
- The Tatami Galaxy|Yojōhan Shinwa Taikei (2004)
- Sweet Blue Age (2006)
- Dạo bước Phố Đêm (2006)
- Uchōten Kazoku (2007)
- Xa Lộ Chim Cánh Cụt (2010) nhận giải Nihon SF Taisho.[3]
- The Adventures of a Saintly Slacker (2013)[4]
- Uchōten Kazoku: Nidaime no Kichō (2015)
- Night Train (2016)[5]